# Мехмандаров, Самед-бек Садых-бек оглы
Самед-Бек Садых-Бек оглы Мехмандаров (также известный как Самет-бек Садык-бек Мехмандаров, азерб. Səməd bəy Sadıx bəy oğlu Mehmandarov; 16 октября 1855 — 12 февраля 1931) — генерал от артиллерии Русской императорской армии, военный министр Азербайджанской Демократической Республики, военный деятель Советской России, Советского Азербайджана и Советского Союза.
Участник русско-японской войны. В 1904—1905 годах командовал артиллерийским дивизионом в крепости Порт-Артур. Во время Первой мировой войны вначале командовал пехотной дивизией, а потом армейским корпусом. За службу в царской армии был награждён разными орденами и медалями, включая боевые ордена Святого Георгия 3-й и 4-й степеней и Золотое оружие «За храбрость». Рыцарь Великого Креста британского Ордена Святого Михаила и Георгия.
После провозглашения Азербайджанской Демократической Республики в 1918 году он был приглашен на службу в правительство республики. В третьем, четвёртом и пятом кабинетах правительства Азербайджана был военным министром. После установления Советской власти в Азербайджане в 1920 году Мехмандаров преподавал в военных училищах, был советником по особым поручениям в Народном комиссариате по военным и морским делам Азербайджана. В 1928 году вышел в отставку.

## Начало военной карьеры
Самед-Бек Мехмандаров происходил из знатного карабахского бекского рода. Отец Самедбека — Мирза Садыхбек Мехмандаров — по роду службы в начале 1840-х годов переехал из Шуши в Ленкорань, где занимал должность Муганского пристава Ленкоранского уездного управления и имел чин титулярного советника.
Самедбек Мехмандаров родился 16 октября 1855 года в Ленкорани. Общее образование получил в Бакинской гимназии. Военную службу начал 1 сентября 1873 года юнкером 2-го Константиновского военного училища в Санкт-Петербурге. По окончании училища в 1875 году в чине прапорщика был направлен в 1-ю Туркестанскую артиллерийскую бригаду, в которой командовал горным взводом 3-й батареи. С ноября 1875 по февраль 1876 года участвовал в походе в Кокандское ханство. 12 октября 1876 года «за труды и лишения понесенные в походе против Матчинских горцев» награждён был орденом Св. Станислава 3-й степени. Имел медаль «За покорение Ханства Кокандского». В декабре 1876 года произведён в подпоручики, а в декабре 1877 года в поручики.
Осенью 1879 года Самедбек был прикомандирован ко 2-й артиллерийской бригаде, дислоцированной в Санкт-Петербурге. 13 марта 1881 года награждён орденом Св. Анны 3-й степени, 25 октября переведён во 2-ю артиллерийскую бригаду. 29 ноября 1882 года произведён был в штабс-капитаны.
17 июня 1885 года был переведён на Кавказ в 38-ю артиллерийскую бригаду, где прослужил девять лет. С 8 июля по 8 ноября 1887 года — член Кавказского военно-окружного суда. С 31 августа 1889 года командир 2-й полубатареи и заведующий хозяйством 4-й батареи. 16 декабря 1890 года Мехмандаров был произведён в капитаны. 21 мая 1891 года награждён орденом Св. Станислава 2-й степени.
30 сентября 1894 года 38-я артиллерийская бригада была перемещена в Варшавский военный округ. С 12 ноября 1894 по 25 февраля 1895 года — член бригадного суда. С 25 февраля 1895 по 22 марта 1896 года — председатель бригадного суда. С 22 января по 1 июня 1896 года — временный член Варшавского военно-окружного суда. 14 мая 1896 года капитан Мехмандаров был удостоен ордена Св. Анны 2-й степени. 22 июля «для пользы службы» прикомандирован к 6-й батарее, 11 ноября переведён в 3-ю батарею с назначением на должность заведующего батарейным хозяйством. Временно командовал 3-й батареей с 22 апреля по 26 сентября 1897 года. 1 января 1898 года Самедбек был произведён в подполковники и назначен командиром 2-й батареи 3-го стрелкового артиллерийского дивизиона.
Ввиду перемещения 1-й батареи в Забайкалье и переименовании её во 2-ю батарею Забайкальского артиллерийского дивизиона 17 апреля 1898 года был прикомандирован с батареей к Забайкальскому артиллерийскому дивизиону. 23 августа 1898 года прибыл с батареей к месту службы в город Нерчинск Забайкальской области. 24 сентября 1899 года был награждён орденом Св. Владимира 4-й степени.

## Китайский поход 1900—1901 годов
Со 2 июля 1900 по 26 марта 1901 года батарея Мехмандарова в составе Забайкальского артиллерийского дивизиона, приданного отряду под общим командованием генерал-майора П. Ренненкампфа, участвовала в так называемом «китайском походе» с целью подавления боксерского восстания. По воспоминаниям А. Шихлинского, в ходе этой кампании Мехмандаров получил от Ренненкампфа приказ встать со своей батареей у южных ворот осажденного города Цицикара и уничтожать войска, которые будут пытаться выйти из него. Однако китайские войска выходили без оружия.
Мимо Мехмандарова дефилировали колонны китайских войск, но без оружия. Получив приказ Ренненкампфа стрелять по ним, Мехмандаров возразил, что по безоружным стрелять он не может. Однако последовал новый приказ с угрозой привлечения к суду, если он будет нарушен. Мехмандаров сделал несколько выстрелов, но через головы безоружных людей. Китайцы тут же вернулись в город…
За отличия в делах против китайцев 31 января 1901 года высочайшим приказом Самедбек Мехмандаров был произведён в полковники. 18 августа того же года распоряжением командующего войсками Приамурского военного округа он был командирован в город Хуланчен для командования частями Засунгарийского отдела. С 14 мая по 17 июля 1902 года временно командовал Забайкальским артиллерийским дивизионом. 1 февраля 1903 года был зачислен в переменный состав Офицерской артиллерийской школы в Царском Селе. Во время его отсутствия батареей временно командовал капитан Али-Ага Шихлинский. Завершив с отличием курс Офицерской артиллерийской школы, С. Мехмандаров 1 октября 1903 года вернулся в Забайкалье и вновь вступил в командование 2-й батареей. 14 октября «за отличия в делах против китайцев» был награждён золотым оружием с надписью «За храбрость».

## Русско-японская война
После начала русско-японской войны 18 февраля 1904 года высочайшим приказом назначен командиром 7-го Восточно-Сибирского стрелкового артиллерийского дивизиона. Особое место в биографии С. Мехмандарова занимает героическая оборона Порт-Артура. Сухопутная линия обороны делилась на три фронта. В целях совершенствования управления огнём артиллерии для каждого фронта были назначены начальники артиллерии и при них были созданы штабы. Полковник Мехмандаров был назначен начальником артиллерии Восточного фронта. В течение всего периода обороны Порт-Артура Самедбек находился на передовых позициях.
Из дневника сотрудника порт-артурской газеты «Новый край» П. Н. Ларенко:
Полковник Мехмандаров (команд. всей артиллерией правого фланга) и подполковник Стольников относятся с удивительным презрением к личной опасности, ходят по батареям во время бомбардировок, будто не замечая рвущихся снарядов, ободряют этим других. Первый из них рыцарски храбр как кавказец, второй же, как бы спокойно, беззаветно покорен судьбе как человек религиозный.
13 октября 1904 года во время очередного штурма японцев находившийся в третьем форте полковник Мехмандаров был контужен. Из дневника П. Н. Ларенко:
Из беседы с ранеными офицерами узнал ещё кое-что про полковника Мехмандарова. Он человек самолюбивый, храбрый и строго требователен по отношению к своим подчиненным, ставит им в обязанность показывать примеры личного мужества. Будучи человеком горячего темперамента, высказывается довольно резко. Говорит, что ценит лишь людей разумно самолюбивых, которые способны на подвиги и что главная мечта офицеров-карьеристов — сохранить свою жизнь и получить ордена без заслуги. Терпеть не может людей, прикрывающих свою трусость якобы преклонением пред идеями Л. Н. Толстого о непротивлении злу, о том, что не следует убивать, возмущается тем, что такие люди лезут в военную службу.
22 октября за отличия в делах против японцев Мехмандаров был произведён в генерал-майоры. 24 октября 1904 года С. Мехмандаров был награждён орденом Святого Георгия 4-й степени, как сказано в наградных документах, «в воздаяние отличнаго мужества и храбрости, оказанных в делах против японцев в период бомбардировок и блокады Порт-Артура». На военном совете 16 декабря 1904 года Мехмандаров высказался за продолжение обороны крепости во что бы то ни стало. После капитуляции, 20 декабря, весь русский гарнизон крепости оказался в плену. Генералам, адмиралам и офицерам японцами было предложено возвращение в Россию при условии дачи подписки о неучастии в войне. В то время как многие, дав подписку, вернулись на родину, часть генералов и офицеров, в числе которых был и Самедбек Мехмандаров, отказались от подобной подписки, предпочитая разделить участь своих солдат. Из дневника П. Н. Ларенко:
вчера прибыл в крепость начальник японской артиллерии со штабом и разыскал полковника (произведённого во время осады в генерал-майоры) Мехмандарова, начальника артиллерии правого фланга крепости, фактически руководившего там артиллерией с половины августа месяца. Тот было оговорился, что почетные гости ошиблись, что они, наверно, желают видеть начальника крепостной артиллерии генерала Белого; но те ответили ему, что им интересно познакомиться именно со своим почтенным противником, с которым им пришлось так тяжело бороться. Сказали массу очень лестных комплиментов. Сознались, что потери японской артиллерии под Артуром большие — до 25 тысяч человек, что много японских орудий было подбито и что их задача была облегчена лишь недостатком в Артуре снарядов.

Генерал Мехмандаров уехал в плен; он один из ярых противников сдачи и ухода «домой» под честным словом.
С 23 декабря 1904 по 18 ноября 1905 года генерал-майор Мехмандаров находился в плену в Японии, в городе Нагоя. 4 января 1905 года за отличия в делах против японцев был удостоен ордена Св. Станислава 1-й ст. с мечами. Вернулся из японского плена во Владивосток 20 ноября 1905 года эшелоном на пароходе «Тамбов». Время пребывания в плену было засчитано за действительную службу.
13 декабря 1905 года был назначен командиром 75-й артиллерийской бригады, которая была переименована в 7-ю Восточно-Сибирскую стрелковую артиллерийскую бригаду. В феврале 1906 года Мехмандаров был командирован в Санкт-Петербург для участия в работе комиссии по рассмотрению наградных представлений по Порт-Артуру. С июля 1906 года по июль 1907 года исполнял обязанности командира 7-й Восточно-Сибирской пехотной дивизии, а также начальника артиллерии 3-го Сибирского армейского корпуса. 15 июля 1907 года высочайшим приказом был назначен исполняющим дела начальника артиллерии 3-го Сибирского армейского корпуса. Во время пребывания с сентября 1907 года в шестимесячном отпуске в Санкт-Петербурге приказом военного министра он был назначен участвовать в заседаниях Верховного военно-уголовного суда по делу о сдаче крепости Порт-Артур японцам. 13 июля 1908 года высочайшим приказом за отличие по службе Самедбек Мехмандаров был произведён в генерал-лейтенанты с утверждением в должности начальника артиллерии 3-го Сибирского армейского корпуса. 24 мая 1910 года был назначен инспектором артиллерии 1-го Кавказского армейского корпуса. Неоднократно исполнял обязанности командира корпуса. 6 декабря 1911 года удостоен ордена Св. Анны 1-й ст. 31 декабря 1913 года был назначен командиром 21-й пехотной дивизии 3-го Кавказского армейского корпуса.

## Первая мировая война
Первую мировую войну генерал Мехмандаров встретил в Варшавском военном округе, куда был передислоцирован с Кавказа 3-й Кавказский армейский корпус. Под командованием Мехмандарова 21-я пехотная дивизия заслужила славу одной из лучших в русской армии, особенно отличились 81-й пехотный Апшеронский и 83-й пехотный Самурский полки. За бои 27—29 сентября 1914 года награждён орденом Святого Георгия 3-й степени. Из наградного представления:
В период Козеницких боев, под сильным огнём противника, переправился со 2-й бригадой вверенной ему дивизии через реку Вислу и в течение трех дней отделенный от всякой поддержки рекой без всяких переправ, удерживался с названной бригадой на левом берегу реки, отбивая ряд атак гвардейского германского корпуса, нанося своими частями могучие штыковые удары и сам переходя в наступление, несмотря на то, что бригада буквально со всех сторон расстреливалась жестоким огнём.
11 декабря 1914 года генерал-лейтенант Мехмандаров был назначен командиром 2-го Кавказского армейского корпуса. В своем последнем приказе 21-й пехотной дивизии 10 декабря 1914 года он отмечал:
Доблестная 21-я дивизия.
По указанию Верховного Главнокомандующего … я назначен Командиром 2-го Кавказского армейского корпуса.
С назначением меня на высокий ответственный пост я должен покинуть ряды молодецкой дивизии. Расставаясь с Вами, доблестными героями, обращаюсь к Вам со своим прощальным словом.
11 месяцев я командую Вами, причем последние 5 месяцев в условиях боевых. За это время, в особенности в боевой обстановке, я близко познакомился с Вами …
Служба Ваша отмечена в ряде милостей, обращенных к Вам и известна всей России. Нет ни одного уголка нашего обширного Отечества, где бы не был известен наш корпус и в частности 21-я дивизия.
Командовать Вами, доблестными героями, считаю честью. С грустью покидаю Вас, друзья мои …

Расставаясь с Вами, от искреннего сердца благодарю доблестные части дивизии за самоотверженную работу.
2 января 1915 года генерал Мехмандаров был награждён орденом Св. Владимира 2-й степени с мечами. Высочайшим приказом 14 февраля 1915 года был удостоен Георгиевского оружия, украшенного бриллиантами
за то, что 9 и 10 октября 1914 г., преследуя в составе войск корпуса разбитую под Ивангородом германскую армию и встретив на линии Полично-Богуцинский лес шедшие ей на выручку превосходные австрийские силы, стремившиеся охватить фланг нашего боевого расположения, рядом штыковых ударов и решительным наступлением, лично находясь в боевой линии войск и неоднократно подвергая жизнь свою явной опасности, остановил движение противника и ударом во фланг обратил его в бегство. 11, 12, и 13 октября 1914 г. отразил с большим уроном для неприятеля неоднократные попытки превосходных сил его обойти правый фланг нашего боевого порядка, принудив противника к поспешному отступлению по всему фронту, причем за один день — 11 октября 1914 г. — нами было взято 1 штаб-офицер, 16 обер-офицеров, 670 нижних чинов и 1 пулемет
Это отличие было очень редким, за всю Первую мировую войну такой награды удостоились всего восемь человек.
22 марта 1915 года Самедбек Мехмандаров был произведён в генералы от артиллерии. Его корпус участвовал в наиболее тяжелых боях против германских войск, в том числе у Прасныша, на Сане, у Холма и Вильны и по ликвидации прорыва германских войск в районе Свенцяны. 2-й Кавказский армейский корпус был усилен двумя пехотными дивизиями, и это объединение получило наименование «группа генерала Мехмандарова». Из приказа генерала Мехмандарова войскам группы:
…от всех начальствующих лиц требую твердой воли, смелости, решительности, находчивости, проявления частной инициативы и разумной распорядительности;
всем частям группы доводить оборону вверяемых участков до полного напряжения сил и до истощения всех средств;
ответственность возлагаю на командиров частей и начальников дивизий;
Обратить особое внимание на развитие в частях дисциплины и на поддержание порядка, памятуя, что без этого не может быть никакого успеха, командирам полков быть ближе к своим частям и возможно чаще посещать окопы;

В случае замешательства во время боя немедленно выезжать для восстановления порядка начальникам дивизий или командирам бригад.
9 апреля 1915 года Самедбек Мехмандаров был удостоен ордена Белого Орла с мечами, а 15 октября того же года, ордена Св. Александра Невского с мечами.
За всю войну корпус Мехмандарова не сдал противнику ни одного орудия. Мехмандаров был удостоен высших военных наград Великобритании, Франции, Румынии.
После Февральской революции армия стала стремительно разлагаться. Резко возросло дезертирство, стало нормой насильственное отстранение командиров от управления армейскими подразделениями самозваными войсковыми комитетами. 28 марта 1917 года генерал от артиллерии Мехмандаров был отстранен комитетом офицерских и солдатских депутатов от командования корпусом. 18 апреля 1917 года он был зачислен в резерв чинов при штабе Минского военного округа, а 7 августа 1917 года назначен членом Александровского комитета о раненых. В том же году Мехмандаров оставил военную службу, жил во Владикавказе в особняке по улице Воронцовской, принадлежавшему его сослуживцу подполковнику царской армии Ирзабеку Ахундову (внучатому племяннику Мирзы Фатали Ахундова).

## Служба в Азербайджане

### На службе Азербайджанской Демократической Республике
После провозглашения Азербайджанской Демократической Республики в 1918 году он был приглашен на службу в правительство страны. 1 ноября постановлением Совета Министров было учреждено военное министерство. Портфель министра был предоставлен председателю Совета Министров Фатали-хану Хойскому, а помощником его был назначен генерал от артиллерии С. Мехмандаров. По существу, c этого времени и начинается планомерная и целенаправленная работа по созданию национальной армии. 15 ноября приказом товарища военного министра генерала Мехмандарова было начато формирование Главного штаба и Канцелярии военного министра. 25 декабря 1918 года генерал от артиллерии Мехмандаров был назначен военным министром.
3 января 1919 года приказом военного министра была создана комиссия для выработки штатов войсковых частей, управлений и учреждений военного ведомства Азербайджанской Республики и табели окладов содержания. В основу строительства вооружённых сил Азербайджанской Республики были положены принципы организации, комплектования, управления и боевой подготовки войск царской русской армии, с учётом местных условий. 10 января приказом военного министра был образован Военный совет при министерстве. На Военный совет возлагалось разработка и решение вопросов военного законодательства, размещения, снабжения, обучения и воспитания войск. Под непосредственным руководством Мехмандарова была сформирована национальная армия Азербайджана. Занимал должность военного министра до занятия Азербайджана XI Красной Армией 28 апреля 1920 года.

### Во время Большевистского восстания
В ночь с 26 на 27 апреля 1920 года в Баку вспыхнуло восстание большевиков, которые днём предъявили правительству и парламенту страны ультиматум о сдаче власти АКП(б). Одновременно границу пересекли бронепоезда Советской России, вслед за которыми двигались главные части XI Красной Армии. События в столице и на окраине развивались одновременно, но поведение войск носило разный характер.
Перешедшим границу бронепоездам местами оказывалось небольшое сопротивление. С. Мехмандаров 27 числа даже отправил срочную телеграмму на западный фронт, где располагались основные части азербайджанской армии, сообщая: «Большевики напали на станцию Ялама, продвигаются дальше, заняли Худат, положение критическое. Приказываю сегодня же выслать в Кызылбурун из Казаха и из Гянджи по одному батальону, по возможности каждый силою не менее 500 штыков с пулемётами; подвижной состав уже подан. О времени выступления телеграфируйте, ожидаю прибытие этих батальонов завтра». На следующий день 28 апреля из Гянджи военному министру телеграфом было передано донесение, что в час ночи со станций Акстафа и Гянджа выступят батальоны с пулемётной ротой.
Однако события в Баку развивались совсем по другому. Некоторые воинские части стали переходить на стороны восставших. Так поступил полк «Ярдым Алайи», занявший несколько кварталов Баку. В Завокзальном районе 5-я артбатарея и конный отряд без боя сдались восставшим. К вечеру к восставшим примкнул 7-й Ширванский пехотный полк азербайджанской армии. Тогда же вечером 28 апреля открылось экстренное заседание парламента для обсуждения ультиматума о сдаче власти. Выступивший перед обсуждением вопроса Мехмандаров, сообщил парламенту о невозможности вооружённого сопротивления. Согласно коммунисту А. Шахбазову, который служил связистом в штабе армии, утром 28 апреля он слышал как дежурный прапорщик передал Мехмандарову, что рабочие патрули останавливали идущих на работу офицеров и приказывали снять погоны. Мехмандаров через тридцать минут прибыл в штаб и Шахбазов услышал от него, что тот больше не военный министр и что этой ночью правительство сдало власть рабоче-крестьянскому правительству.
Будучи опытным военачальником, Мехмандаров оценил как положение дел в городе, так и положение Бакинского гарнизона и не желал проливать кровь. Вместе с временно исполняющим должность начальника штаба, генерал-майором А. Гайтабашы он подписал приказ № 237 о том, что «во всех частях, штабах, управлениях, учреждениях и заведениях военного ведомства продолжать работу так же, как было до сих пор, до передачи новой власти». Военный министр в своём последнем приказе поблагодарил военнослужащих за их службу и выразил уверенность, что солдаты и офицеры азербайджанской армии «и при новой власти будут служить так же честно и доблестно на благо всем нам дорогого Азербайджана… Дай то Бог». Позднее маршал авиации С. А. Красовский в своих воспоминаниях противопоставлял Мехмандарова поведению членов азербайджанского парламента, которые перебрались в меньшевистскую Грузию. Как подчёркивал Красовский, «Мехмандаров остался и впоследствии верно служил своему народу, отдав богатый опыт и силы строительству Красной Армии».

### На службе Советского Азербайджана
После жестокого подавления антисоветского восстания в Гяндже в конце мая 1920 года практически все офицеры азербайджанской национальной армии были арестованы, в числе арестованных были генералы С. Мехмандаров и А. Шихлинский. Их содержали в Бакинской ЧК. По воспоминаниям находившегося с ними бывшего обер-офицера по поручениям при военном атташе АДР в Грузии, а с июля 1921 года, военного атташе Азербайджана в Турции А. Аскерова-Кенгерлинского, в ЧК генералы подвергались различным издевательствам и унижениям. От репрессий их спасло только вмешательство тогдашнего руководителя Совнаркома Азербайджана Н. Нариманова, который отправил генералов в Москву с сопроводительным письмом на имя В. И. Ленина следующего содержания:
Дорогой Владимир Ильич!
Во время гянджинского восстания все офицеры старой азербайджанской армии были арестованы, в числе их были и податели сего известные генералы Мехмандаров и Шихлинский.
После тщательного расследования оказалось, что эти генералы не причастны, но все же до упрочения нашего положения и с целью помочь нашему общему делу мы решили их отправить в Ваше распоряжение для работы в штабе, так как они, как военные специалисты, являются незаменимыми. Один из них, Шихлинский, в царской армии считался «богом артиллерии».
До окончания польского фронта пусть они работают в Москве, а затем попрошу отправить их к нам для формирования наших частей. Необходимо за это время за ними поухаживать.
Политическое убеждение их: они ненавидят мусаватистов, убеждены, что Азербайджан без Советской России не может существовать, являются врагами Англии, любят Россию.
С коммунистическим приветом

Н. Нариманов. 1 августа 1920 года
В начале августа 1920 года Мехмандаров прибыл в Москву, где был назначен в распоряжение Всероссийского главного штаба, а затем в состав Артиллерийской уставной комиссии.
В Азербайджане, тем временем, шло формирование Азербайджанской Красной армии. Нарком по военным и морским делам (наркомвоенмор) Алигейдар Караев решил привлечь к работе военных специалистов, таких как генералы Шихлинский и Мехмандаров. Последнего он хорошо знал ещё по парламенту Азербайджанской Демократической Республики.
Караев выдвинул предложение, а правительство Советского Азербайджана со своей стороны возбудило вопрос об использовании этих двух военачальников в работе по укреплению войск Азербайджанской ССР. По ходатайству азербайджанского правительства, генералы Мехмандаров и Шихлинский специальной телеграммой Серго Орджоникидзе были откомандированы в распоряжение азербайджанского наркомвоенмора.
Их зачислили в штаб Азербайджанской Красной армии. Мехмандаров стал работать советником по особым поручениям в Наркомвоенморкомиссариате и он был основным специалистом по развитию военного дела, формированию новых подразделений, родов войск и служб молодой Азербайджанской Красной армии, как и по вопросам её структурной организации. Как отмечал заместитель Караева, будущий генерал-лейтенант А. И. Тодорский: «В Главном штабе Наркомвоенмора работали два выдающихся военных специалиста — Мехмандаров и Шихлинский». Постановлением Совета Народных Комиссаров АССР 24 октября 1922 года «состоящему для особых поручений при Наркомвоенморе т. Мехмандарову Самедбеку» была установлена ежемесячная прибавка к жалованью в размере пятидесяти рублей золотом, «с сохранением этой прибавки и по выходе с военной службы, пожизненно».
С 1924 по 1928 год преподавал в Азербайджанской сводной школе комсостава. Был членом военно-научного общества бакинского гарнизона. Являлся советником в Комиссариате военных и морских сил Азербайджана. 8 февраля 1928 года Реввоенсовет Кавказской Краснознамённой армии возбудил ходатайство о назначении Самедбеку Мехмандарову персональной государственной пенсии.
1 июня 1928 года Самедбек Мехмандаров по состоянию здоровья приказом Реввоенсовета СССР был уволен из рядов Красной Армии.
Скончался 12 февраля 1931 года в Баку, был похоронен на Нагорном кладбище. В 1939 году на месте кладбища был заложен парк имени С. М. Кирова (сейчас Аллея шахидов), и могила Мехмандарова затерялась.

## Награды
Источник:
- Медаль «За покорение Ханства Кокандского»
- Орден Святого Станислава 3-й степени (1876)
- Орден Святой Анны 3-й степени (1881)
- Орден Святого Станислава 2-й степени (1891)
- Орден Святой Анны 2-й степени (1896)
- Медаль «В память царствования императора Александра III»
- Орден Святого Владимира 4-й степени (1899)
- Орден Святого Владимира 3-й степени с мечами (1901)
- Медаль «За поход в Китай»
- Золотое оружие «За храбрость» (1903)
- Орден Святого Георгия 4-й степени (1904)
- Орден Святого Станислава 1-й степени с мечами (1905)
- Медаль «В память русско-японской войны» (1906)
- Орден Святой Анны 1-й степени (1911)
- Орден Святого Владимира 2-й степени с мечами (1915)
- Орден Святого Георгия 3-й степени (1915)
- Георгиевское оружие, бриллиантами украшенное (1915)
- Орден Белого орла с мечами (1915)
- Орден Святого Александра Невского с мечами (1915)
- Рыцарь Великого Креста Ордена Святого Михаила и Георгия (1915)[3]

## Семья
В 1903 году полковник Самедбек Мехмандаров женился на вдове Елизавете Николаевне Малишевской, урождённой Тецлав, лютеранского вероисповедания.
Сын Игорь Мехмандаров родился 18 ноября 1908 года в Иркутске. После смерти отца в Баку, вместе с матерью переехал на жительство в Ленинград. Елизавета Николаевна получала за мужа пенсию, Игорь учился и работал инженером.
Игорь Самедбекович Мехмандаров был женат на Изе Ивановне — дочери Ивана Яковлевича Кулагина, который в составе XI-й Красной Армии принимал участие в установлении Советской власти в Азербайджане. В годы Великой Отечественной войны генерал-майор И. Я. Кулагин командовал 35-й гвардейской Лозовской стрелковой дивизией, а после войны проходил службу в Азербайджане.
В середине 1970-х годов Игорь Самедбекович Мехмандаров вернулся в Баку. Умер в 1989 году.

## Память
Именем генерала Мехмандарова названы улица в городе Баку и танкер Азербайджанского каспийского морского пароходства. Он является одним из персонажей романов А. Н. Степанова «Порт-Артур» и «Семья Звонарёвых».
На фасаде особняка полковника царской армии Ирзабека Ахундова (внучатого племянника писателя и драматурга Мирзы Фатали Ахундова), в котором Мехмандаров проживал на улице Воронцовской (ныне — ул. Бутырина) во Владикавказе, установлена мемориальная доска в честь Самедбека Мехмандарова.

## Документальный фильм
- «Мусульмане, которыми гордится Россия». Фильм пятый. Азербайджанская звезда российской артиллерии